# Dexia longipennis
Dexia longipennis är en tvåvingeart som först beskrevs av Townsend 1926.  Dexia longipennis ingår i släktet Dexia och familjen parasitflugor. Inga underarter finns listade i Catalogue of Life.